# Roman Suszko
Roman Suszko (geboren am  9. November 1919 in Podobora; gestorben am 3. Juni 1979 in Warschau) war ein polnischer Logiker, der sich unter anderem mit der Mengenlehre, der Semantik und der Mathematischen Linguistik beschäftigte. Er war ein Sohn des Chemikers Jerzy Suszko. Er schuf einen Bereich der Logik namens nicht-Fregesche Logik.

## Leben
Roman Suszko besuchte Schulen in Cieszyn, Krakau, Lwów (heutige Lwiw) und Posen. Während des Zweitens Weltkriegs arbeitete er im von den Deutschen besetzten Krakau unter anderem als Nachtwächter, Portier und Telefonist. Er besuchte zur gleichen Zeit geheime Lehrveranstaltungen an der Jagiellonen-Universität, weil die Universität von den Nazis geschlossen worden war. Das Studium im Untergrund schloss er am 15. Mai 1945 mit der Arbeit Dorobek logiki polskiej („Die Errungenschaften der polnischen Logik”) ab. In den Jahren 1946 bis 1952 arbeitete er an der Mathematisch-Naturwissenschaftlichen Fakultät der Universität Posen. Er war am Lehrstuhl für Theorie und Methodologie der Wissenschaften tätig, der von Kazimierz Ajdukiewicz geleitet wurde. Suszko promovierte 1948 und wurde 1951 auf Grundlage der Dissertation Canonic axiomatic systems habilitiert. 1953 wurde er an den Lehrstuhl für Logik der Philosophischen Fakultät der Universität Warschau versetzt, wo er bis 1965 arbeitete. Danach wechselte er zum Institut der Philosophie und Soziologie der Polnischen Akademie der Wissenschaften, wo er in den Jahren 1966 bis 1969 den Lehrstuhl für Logik leitete. In den Jahren 1967 bis 1969 und 1970 bis 1973 verweilte er in den USA als Gastprofessor am Stevens Institute of Technology in Hoboken (New Jersey). Von 1974 bis 1978 arbeitete er an der damaligen Hochschule für Landwirtschaft und Pädagogik in Siedlce.
Roman Suszko spielte Profesor im Film Rejs von Marek Piwowski.

## Werk
Er ist ein Autor von über 70 wissenschaftlichen Veröffentlichungen. Die Hauptwerke sind:
- W sprawie antynomii kłamcy i semantyki języka naturalnego (1957),
- Wykłady z logiki formalnej (1965),
- Ontologia w „Traktacie” L. Wittgensteina, w: „Studia Filozoficzne”, 1(1968), s. 97–121,
- Investigations into the sentential calculus with Identity, w: „Notre Dame Journal of Formal Logic”, 13/3 (1972), s. 289–308 (wspólnie z S. L. Bloomem),
- D. J. Brown; R. Suszko: Abstract logics. „Dissertationes Mathematicae”, tom 102. Instytut Matematyczny Polskiej Akademii Nauk, Państwowe Wydawnictwo Naukowe, Warszawa 1973.
- Suszko, R.: Odrzucenie aksjomatu Fregego i reifikacja sytuacji. Wydaw. Uniwersytetu Marii Curie-Skłodowskiej, Lublin 2000. ISBN 83-227-1605-2